# Zoom Airways
Ne doit pas être confondu avec Zoom Airlines.
Zoom Airways est une compagnie aérienne de fret aérien active à Dacca, Bangladesh de 2002 à 2009.

## Histoire
Fondée en 2002 sous le nom de Z-Airways and Services, la compagnie assurait des vols charters cargo au Bangladesh et dans la région de l’Asie du Sud. En 2005, elle fut renommée Zoom Airways. Elle a cessé ses activités en 2009.

## Flotte
En décembre 2008, la flotte de Zoom Airways se composait des appareils suivants :
- 1 BAe 748 Série 2B
- 2 Boeing 737
- 1 Lockheed L-1011-500 Tristar